# Margarete Lanner

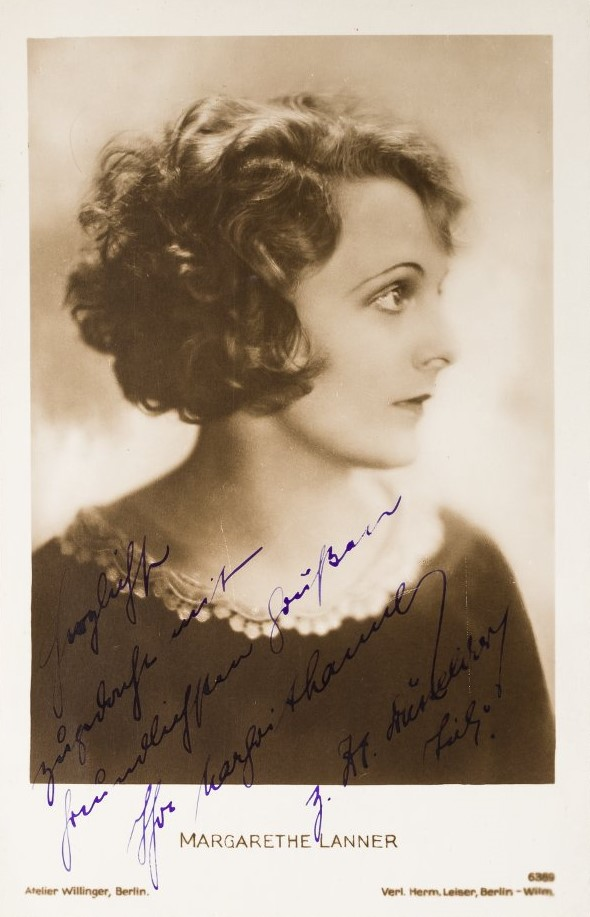
Margarete Lanner auf einer handsignierten Porträt-Postkarte des Verlags Hermann Leiser, fotografiert von Wilhelm Willinger, Berlin

Margarete Lanner (auch Marga Lanner und Margrit Lanner; * 17. Februar 1896 als Margarethe Helene Langlotz in Hamburg; † 8. April 1981 in Wien) war eine deutsche Stummfilm- und Theater-Schauspielerin.

## Leben und Wirken
Die Tochter des Schlachters Karl Langlotz und seiner Frau Bertha, geb. Völcker, begann ihre Bühnenlaufbahn 1917 in Hanau. Nach einer weiteren Verpflichtung – in Frankfurt am Main spielte sie am Neuen Theater und den Kammerspielen – kehrte sie 1919 in ihre Geburtsstadt Hamburg zurück, wo sie von der dort ansässigen Produktionsfirma Vera-Filmwerke GmbH ihren ersten Filmvertrag erhielt und noch im selben Jahr in Brutal vor der Kamera debütierte.
In der Folgezeit wurde Margarete Lanner häufig besetzt; allein 1920/21 sah man sie in nahezu einem Dutzend Filmen an der Seite von nach Hamburg gereisten Stars wie Emil Jannings und Conrad Veidt. Es waren durchgehend Produktionen von künstlerisch minderer Bedeutung, in denen Margarete Lanner meist die weibliche Hauptrolle erhielt. In Sklaven der Rache spielte sie sogar eine Doppelrolle.
Inzwischen in Berlin eingetroffen, setzte sie dort 1924 ihre Filmkarriere mit Hauptrollen in weiterhin unspektakulären Produktionen fort. Ihre Mitwirkung in Fritz Langs legendärer Inszenierung Metropolis beschränkte sich auf eine bis dahin seltene Nebenrolle. Kurz vor Ende des Stummfilmzeitalters, nach einer weiteren Reihe von Neben- und seltener werdenden Hauptrollen, beendete Margarete Lanner ihre Arbeit für das Kino weitgehend. Im Tonfilm war sie lediglich 1936 mit Nebenrollen in zwei Produktionen der Euphono-Film zu sehen gewesen.
Danach verschwand sie weitgehend aus dem Blickfeld der Öffentlichkeit und kehrte unter der Namenskurzform Marga Lanner als Schauspielerin und Sängerin zum Theater zurück. Festengagements erhielt sie jedoch kaum mehr, belegt ist eine Verpflichtung an die Städtische Bühne von Innsbruck in der Spielzeit 1938/39. Nachdem sie zwischenzeitlich mit Othmar Graf Aichelburg verheiratet gewesen war, ging sie nach Ende des Zweiten Weltkriegs mit dem österreichischen Komponisten Josef Wenzl-Traunfels ihre zweite Ehe ein und zog sich ins Privatleben zurück. Sie starb 1981 in der Krankenanstalt Rudolfstiftung und wurde im Grab der Familie Wenzl auf dem Hietzinger Friedhof beigesetzt.

## Filmografie
- 1919: Brutal – Vera-Filmwerke
- 1920: Liebestaumel – Vera-Filmwerke
- 1920: Der Staatsanwalt – Vera-Filmwerke
- 1920: Colombine. Die Braut des Apachen – Vera-Filmwerke
- 1920: Ebbe und Flut – Vera-Filmwerke
- 1920: Die schwarze Rose von Cruska – Vera-Filmwerke
- 1921: Sklaven der Rache – Vera-Filmwerke
- 1921: Heinrich Heines erste Liebe – Vera-Filmwerke
- 1921: Strandgut der Leidenschaft – Vera-Filmwerke
- 1921: Das Geheimnis der grünen Villa – Vera-Filmwerke
- 1922: Don Juan – Vera-Filmwerke
- 1922: Die Schuhe einer schönen Frau – Vera-Filmwerke
- 1922: Die kleine Stenotypistin – Vera-Filmwerke
- 1922: Jimmy, ein Schicksal von Mensch und Tier – Vera-Filmwerke
- 1922: Die letzte Maske – Vera-Filmwerke
- 1924: Übers Meer gehetzt
- 1925: Die zweite Mutter
- 1925: Des Lebens Würfelspiel
- 1925: Der Herr ohne Wohnung
- 1926: Kampf der Geschlechter
- 1926: Die Frauen von Folies Bergères
- 1926: Metropolis
- 1926: In Treue stark
- 1926: Der Pfarrer von Kirchfeld
- 1926: Der Jüngling aus der Konfektion
- 1927: Die Hochstaplerin
- 1927: Primanerliebe
- 1927: Ein Mädel aus dem Volke
- 1927: Der Mann mit der falschen Banknote
- 1927: Ich habe im Mai von der Liebe geträumt
- 1927: Das Heiratsnest
- 1927: Höhere Töchter
- 1927: Das Fräulein von Kasse 12
- 1927: Wenn Menschen reif zur Liebe werden
- 1936: Ein Lied klagt an
- 1936: Die Stunde der Versuchung